# Didaohe (sockenhuvudort i Kina, Heilongjiang Sheng, lat 45,35, long 130,84)
Didaohe (kinesiska: 滴道河, 滴道河乡) är en sockenhuvudort i Kina. Den ligger i provinsen Heilongjiang, i den nordöstra delen av landet, omkring 330 kilometer öster om provinshuvudstaden Harbin. Antalet invånare är 16 297. Befolkningen består av 7 651 kvinnor och 8 646 män. Barn under 15 år utgör 10,0 %, vuxna 15-64 år 80 %, och äldre över 65 år 9,0 %.
Runt Didaohe är det tätbefolkat, med 476 invånare per kvadratkilometer. Närmaste större samhälle är Jixi, 10,5 km sydost om Didaohe. Runt Didaohe är det i huvudsak tätbebyggt.
Genomsnittlig årsnederbörd är 855 millimeter. Den regnigaste månaden är juli, med i genomsnitt 176 mm nederbörd, och den torraste är januari, med 4 mm nederbörd.